# Rybołówki
Rybołówki (Anoinae) – monotypowa podrodzina ptaków z rodziny mewowatych (Laridae).

## Zasięg występowania
Podrodzina obejmuje gatunki występujące na wszystkich oceanach świata.

## Morfologia
Długość ciała 25–45 cm, rozpiętość skrzydeł 46–86 cm; masa ciała 41–272 g.

## Systematyka

### Etymologia
- Anous: gr. ανους anous „głupi, niemądry”, od ανοος anoos „bez zrozumienia”[15].
- Anaethetus: gr. αναισθητος anaisthētos „głupi, bezsensowny”, od negatywnego przedrostka αν- an-; αισθανομαι aisthanomai „zrozumieć”[15]. Gatunek typowy: Sterna stolida Linnaeus, 1758.
- Nodinus: nazwa oparta na „Noddi” de Buffona z lat 1770–1781[15]. Nomen nudum.
- Megalopterus: gr. μεγας megas, μεγαλη megalē „wielki”; -πτερος -pteros „-skrzydły”, od πτερον pteron „skrzydło”[15]. Gatunek typowy: Sterna tenuirostris Temminck, 1823.
- Noddi: ang. Noddy (pol. głupek), nazwa nadana tropikalnym rybołówkom przez marynarzy w XVI wieku, którzy uważali, że ich nieustraszone zachowanie i obojętność wobec człowieka graniczy z głupotą[15]. Gatunek typowy: Sterna stolida Linnaeus, 1758.
- Stolida: epitet gatunkowy Sterna stolida Linnaeus, 1758; łac. stolidus „głupi”[15]. Gatunek typowy: Sterna stolida Linnaeus, 1758.
- Gavia: łac. gavia „niezidentyfikowany ptak morski”, być może rodzaj jakiejś mewy, która gnieździ się wśród skał[15]. Gatunek typowy: Gavia leucoceps Swainson, 1837 (= Sterna stolida Linnaeus, 1758).
- Aganaphron: gr. αγανοφων aganophrōn „delikatny”, od αγανος aganos „delikatny”; φρονεω phroneō „mieć zamiar”[15]. Gatunek typowy: Sterna stolida Linnaeus, 1758.
- Procelsterna: zbitka wyrazowa nazw rodzajów: Procellaria Linnaeus, 1766 (burzyk) oraz Sterna Linnaeus, 1758 (rybitwa)[15]. Gatunek typowy: Procelsterna tereticollis Lafresnaye, 1842 (= Sterna teretirostris Lafresnaye, 1841).
- Micranous: gr. μικρος mikros „mały”; rodzaj Anous Stephens, 1826[15]. Gatunek typowy: Sterna tenuirostris Temminck, 1823.
- Anousella: rodzaj Anous Stephens, 1826; łac. przyrostek zdrabniający -ella[15]. Gatunek typowy: Anous minutus Boie, 1844.

### Podział systematyczny
Do podrodziny należy jeden rodzaj z następującymi gatunkami:
- Anous stolidus (Linnaeus, 1758) – rybołówka brunatna
- Anous ceruleus (F.D. Bennett, 1840) – rybołówka polinezyjska
- Anous albivitta (Bonaparte, 1856) – rybołówka szara
- Anous tenuirostris (Temminck, 1823) – rybołówka cienkodzioba
- Anous minutus Boie, 1844 – rybołówka atolowa